# 세이쇼 화물역
세이쇼 화물역(일본어: 西湘貨物駅, せいしょうかもつえき)은 일본 가나가와현 오다와라시에 있는 일본화물철도의 화물역이다.
임시 차급화물의 취급역이다. 화물열차, 화물트럭의 운행은 없으며, 화물열차의 대피용 신호장 겸 컨테이너 유치장으로 활용되고 있다.

## 역 구조
화물열차의 운행이 있었던 1999년까지는 컨테이너 승강장 1면, 지붕이 있는 화물 승강장 1면, 하역선 3개가 있었다. 화물열차의 운행이 폐지된 이후 컨테이너 승강장의 일부를 제외하고 모두 철거되었으며, 철거된 부지는 주차장 등으로 쓰이고 있다. 지상역으로서 2층 짜리 역사가 있었다.

## 이용량 변동
발송 톤수/도착 톤수의 단위는 t이다.
| 연도   | 발송 톤수 | 도착 톤수 | 출전  |
| ------ | --------- | --------- | ----- |
| 1998년 |           |           |       |
| 1999년 | 86,474    | 25        | [ 1 ] |
| 2000년 | 90,228    | 22,806    | [ 2 ] |
| 2001년 | 92,795    |           | [ 3 ] |
| 2002년 | 49,285    | 14,580    | [ 4 ] |

## 역사
- 1970년 5월 20일 - 고즈역의 화물 취급 업무를 이관하는 형태로 개업.
- 1987년 4월 1일 - 민영화에 따라 일본화물철도의 소속이 되었다.